# Terminal promowy

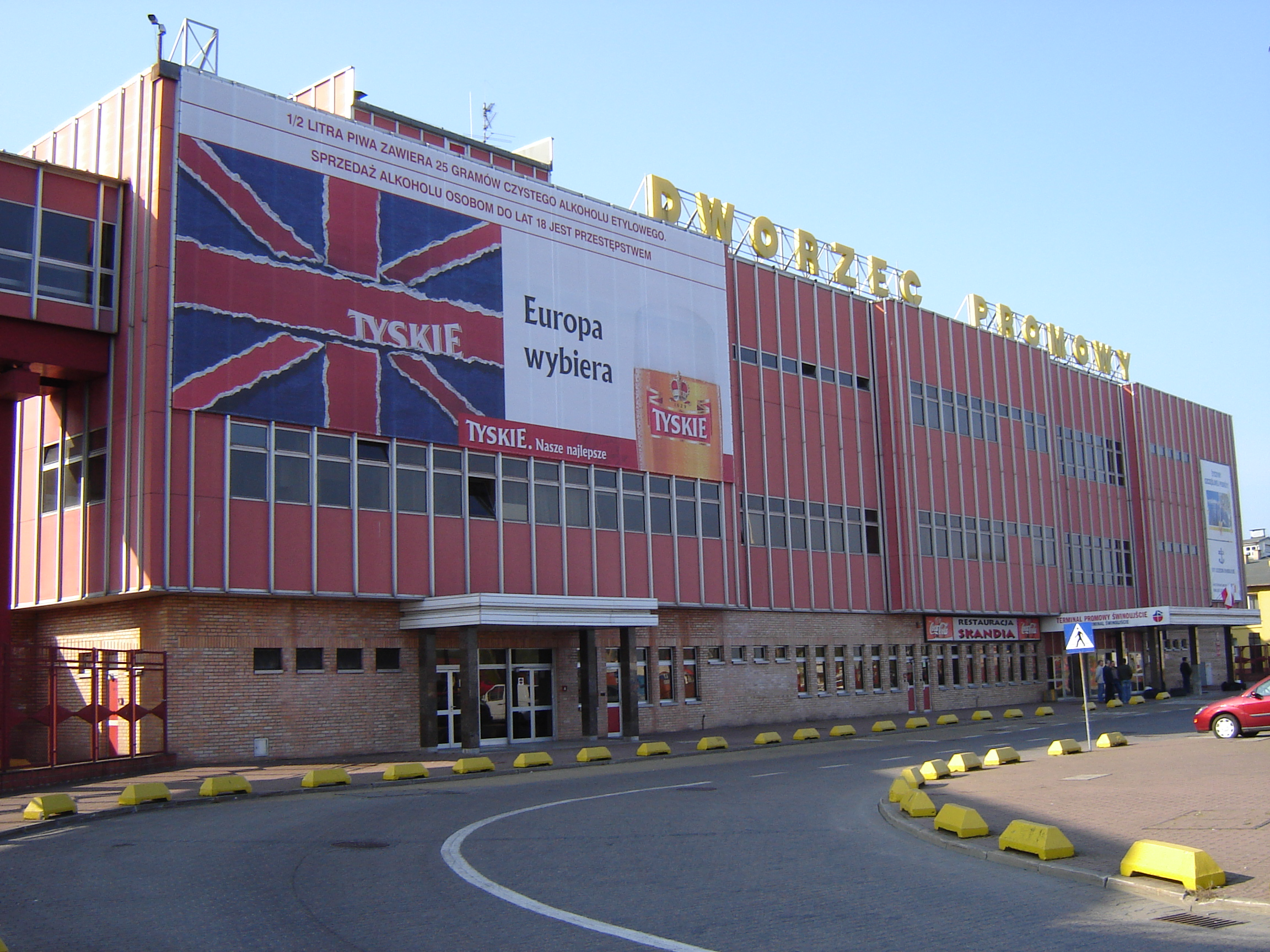
Budynek Dworca Promowego

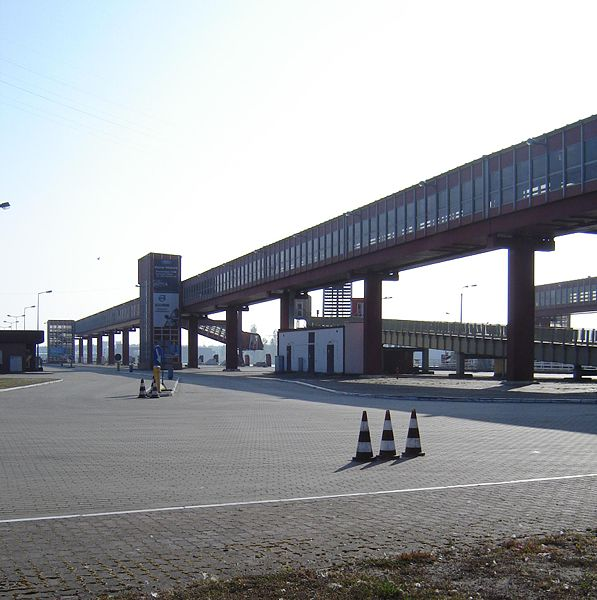
Terminal Promowy

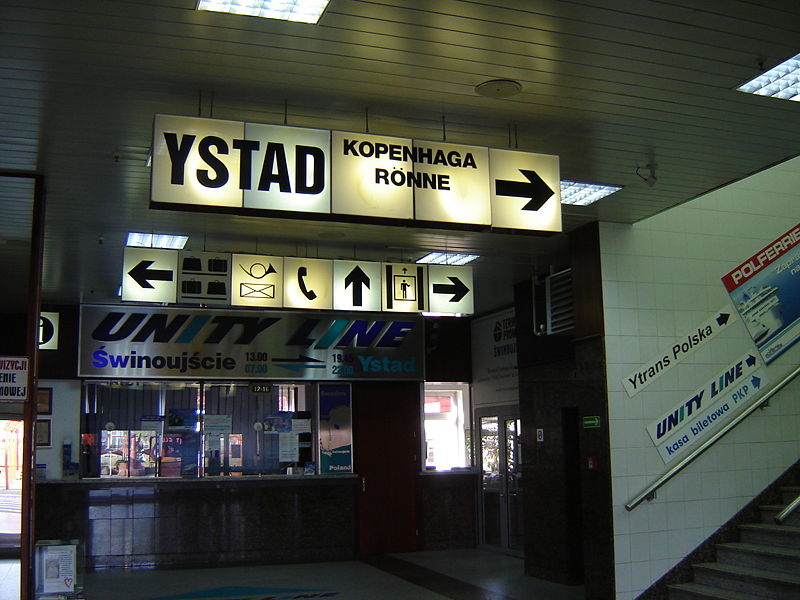
Widok terminalu wewnątrz

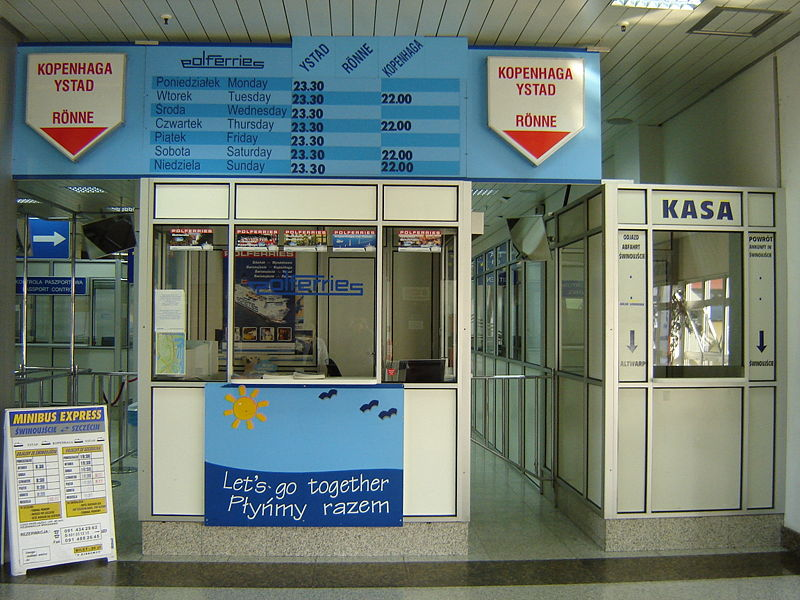
Terminal promowy - punkt odprawy celnej

Terminal promowy - miejsce przybycia promu w celu wysadzenia/zaokrętowania pasażerów oraz ładunku.
W przypadku małych promów rzecznych, wystarczy utwardzony odcinek brzegu, połączony z drogą i ewentualnie polery do zacumowania promu. Duże promy morskie obsługiwane są przy terminalach zawierających infrastrukturę pozwalającą na właściwe odprawienie pasażerów i ładunku (stanowiska do odprawy celnej, paszportowej, kasy biletowe, poczekalnie). Charakterystyczną cechą terminali jest rampa, pozwalająca na połączenie promu z lądem. Najczęściej ma ona możliwość regulacji wysokości, aby zjazd i wjazd na prom odbywały się bez pokonywania nadmiernych skosów, gdy położenie promu zmienia się na skutek zmiany zanurzenia lub pływów.